# Brandon Curry

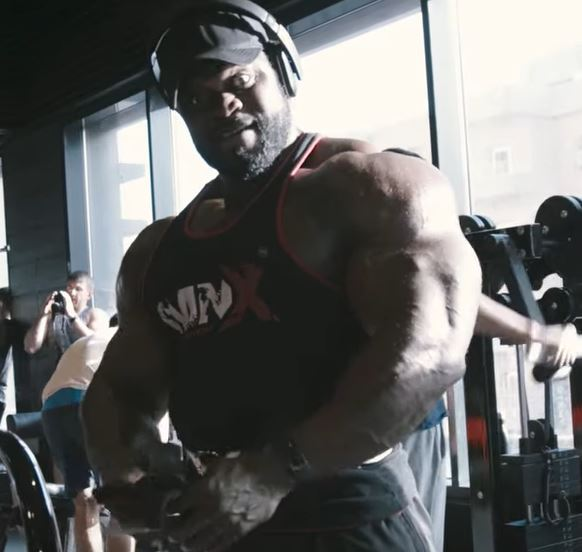
Brandon Curry

Brandon Curry (Nashville, 19 de outubro de 1982) é um fisiculturista profissional norte-americano, que compete na categoria livre. Curry tornou-se o 15º vencedor do Mr. Olympia em 2019.
Fez a sua estreia em competições em 2003, no Mr. Olympia em 2011 e conquistou o seu principal título em 2019, ao derrotar William Bonac na final.

## Histórico de colocações
- 2003 Supernatural Bodybuilding,  1º
- 2006 NPC Junior National Championships,  2º
- 2007 NPC USA Championships, 2º
- 2008 NPC USA Championships,   1º
- 2010 Europa Super Show,  8º
- 2010 Pro Bodybuilding Weekly Championship,  6º
- 2011 IFBB Mr.Olympia, 8º
- 2012 IFBB Arnold Classic, 7º
- 2013 IFBB Arnold Classic Brasil,  1º
- 2015 IFBB Arnold Classic, 16º
- 2017 IFBB New Zealand Pro,  1º
- 2017 IFBB Arnold Classic Aus, 1º
- 2017 IFBB Mr. Olympia, 8º
- 2017 IFBB Ferrigno Legacy,  1º
- 2018 IFBB Mr. Olympia, 5th
- 2019 IFBB Arnold Classic, 1º
- 2019 IFBB Mr. Olympia, 1º
- 2020 IFBB Mr. Olympia, 2º